# Rophites quinquespinosus
De Rophites quinquespinosus (tên tiếng Anh: slurfbij) là một loài Hymenoptera trong họ Halictidae. Loài này được Spinola mô tả khoa học năm 1808.